# Neocouma ternstroemiacea
Neocouma ternstroemiacea är en oleanderväxtart som först beskrevs av Müll.Arg., och fick sitt nu gällande namn av Jean Baptiste Louis Pierre. Neocouma ternstroemiacea ingår i släktet Neocouma och familjen oleanderväxter. Inga underarter finns listade i Catalogue of Life.